# Distretto di Nong Het
Il distretto di Nong Het è uno degli otto distretti (mueang) della provincia di Xiangkhoang, nel Laos. Ha come capoluogo la città di Nong Het.